# Costa Shackleton
|  |

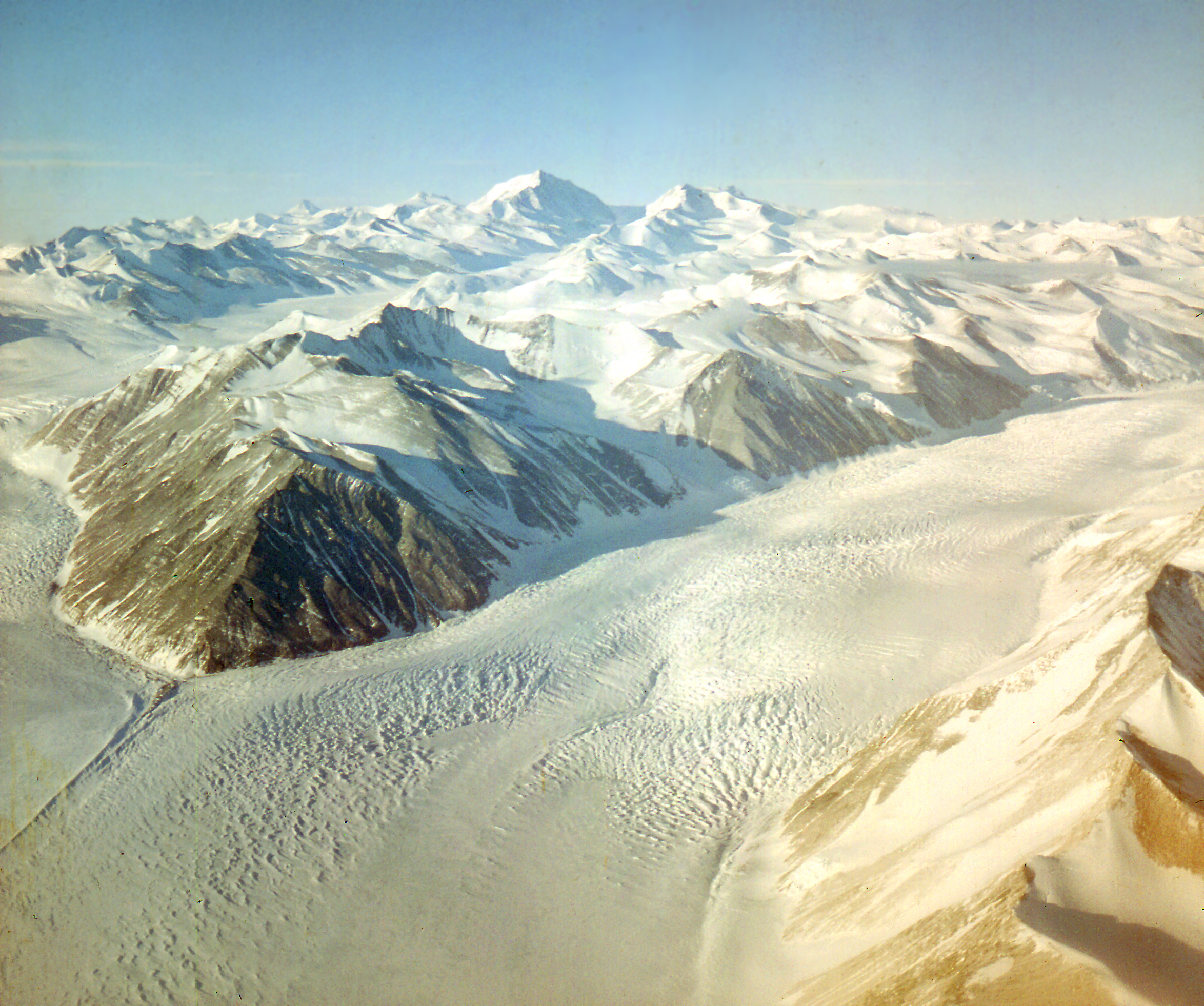
Vista Aérea con algunos glaciares al fondo

La costa Shackleton (en inglés, Shackleton Coast) es un sector de la costa del mar de Ross, sobre la barrera de hielo Ross en la Antártida. Se extiende desde el cabo Selborne (80°23′S 160°45′E / -80.383, 160.750) en la boca sur del glaciar Byrd en su desembocadura en la ensenada Barne, límite con la costa Hillary, y el pico Airdrop (83°45′S 172°45′E / -83.750, 172.750) en el lado este del glaciar Beardmore, límite con la costa Dufek.
El sector de la costa Shackleton al este de los 160° Este es reclamado por Nueva Zelanda como parte de la Dependencia Ross, mientras que al oeste de ese meridiano se extiende el Territorio Antártico Australiano, pero ambas reclamaciones solo son reconocidas por unos pocos países y desde la firma del Tratado Antártico en 1959, lo mismo que otras reclamaciones antárticas, han quedado sujetas a sus disposiciones, por lo que Nueva Zelanda y Australia ejercen actos de administración y soberanía sobre sus respectivos sectores antárticos sin interferir en las actividades que realizan otros estados en ellos.
La costa Shackleton se halla al oriente de los macizos de las montañas Transantárticas, límite entre los dos grandes sectores en que se divide el continente, por lo que se halla en la Antártida Occidental. Entre esos macizos destacan las montañas Churchill, las cordilleras Reina Elizabeth, Reina Alexandra y Holland.
El nombre fue dado por el New Zealand Antarctic Place-Names Committee en 1961 en honor a Ernest Shackleton, quien acompañó a Robert Falcon Scott en la Expedición Discovery (1901–1904) y luego lideró tres expediciones a la Antártida. Durante la Expedición Nimrod (1907–1909) Shackleton descubrió el área de esta costa entre la ensenada Shackleton, en la boca del glaciar Nimrod, y el glaciar Beardmore.
Otros glaciares que destacan en esta costa son el Nursery, el Starshot, el Dickey, el Robb, el Hewitt, y el Lennox-King.